# Pogled na Haarlem z belilnimi polji (Ruisdael)
Pogled na Haarlem z belilnimi polji (okoli 1670–1675) je olje na platnu nizozemskega krajinskega slikarja Jacoba van Ruisdaela. Je primer |nizozemskega slikarstva zlate dobe in Haarlempjesa, posebnega sloga nizozemskega krajinskega slikarstva, ki se osredotoča na poglede na Haarlem. Pogled na Haarlem z belilnimi polji je zdaj v zbirki Kunsthaus Zürich. Ta slika prikazuje več kritičnih značilnosti nizozemskega krajinskega slikarstva 17. stoletja, vključno z nizko linijo obzorja, izrazi nizozemskega ponosa kraja in prikrito versko simboliko. S tem delom Ruisdael izraža svoj ponos ne samo kot nizozemski državljan, temveč tudi kot državljan Haarlema. Naslikana kmalu po koncu osemdesetletne vojne in osamosvojitvi Nizozemske republike, so ta in številne druge nizozemske slike zlate dobe združile novonastali narod pod upodobitvami ponosa na svojo deželo in blaginje njihove države. Ruisdael je nato naslikal veliko podobnih pogledov na Haarlem in njegova belilna polja. Tudi po njegovi smrti bodo te poglede še naprej slikali njegovi privrženci in navdihovali bodoče generacije krajinskih slikarjev.

## Kompozicija
Na levi strani ospredja slike sta dva majhna čolna, ki plujeta po majhnem močvirju. Desna polovica ospredja vsebuje polja za beljenje, koče in majhne figure, ki pridno delajo v procesu beljenja perila. Črta obzorja je razmeroma nizka, kar omogoča, da nebo, polno oblakov, prevladuje na približno dveh tretjinah platna; vznožje obzorja je posejano z mlini na veter, ki obkrožajo mesto Haarlem in cerkev sv. Brava, znano tudi kot Grote Kerk. Nizka črta obzorja v Pogledu na Haarlem z belilnimi polji je ena ključnih značilnosti nizozemskih krajinskih slik v 17. stoletju, ki poudarjajo nebesa. Valoviti oblaki, ki prevladujejo na prizorišču, ustvarjajo zaplate sončne svetlobe, ki sije na kopno spodaj; to je bila skrbno preračunana Ruisdaelova poteza. Skozi te zaplate sončne svetlobe Ruisdael poudari belilna polja, vodilni vir gospodarske blaginje Haarlema v tistem času in usmeri naš pogled čez platno vse do visoke cerkve sv. Brava. Čeprav ni bilo potrjeno, nekateri umetnostni zgodovinarji verjamejo, da je to sliko morda naročil lastnik te belilnice perila.

## Zgodovinski kontekst
Čeprav je bilo krajinsko slikanje dolgotrajna praksa pred 17. stoletjem, je bil nenaden porast priljubljenosti prijetnih pogledov na podeželje verjetno dobrodošla tema po ikonoklazmu v 16. stoletju, znanem tudi kot Beeldenstorm, ki je prepovedal upodabljanje in malikovanje verskih podob. V 17. stoletju je bil Haarlem mednarodno znan po industriji beljenja perila. Z namerno upodobitvijo polj za beljenje perila na obrobju Haarlema v ospredju tega dela in njegovih drugih Haarlempjes (kar pomeni 'majhni pogledi na Haarlem') Ruisdael ovekoveči industrijo beljenja perila in gospodarsko blaginjo, ki jo je Haarlem takrat doživel in izraža svoj ponos kot nizozemski državljan in rojen v Haarlemu. Zaradi gospodarske blaginje na območju v tem času so državljani Haarlema lahko kupili Haarlempje zase, kar je ustvarilo trg za večjo proizvodnjo in izrazilo njihov ponos, da so državljani Haarlema. Čeprav so bile pokrajinske slike priljubljene v nizozemski umetnosti 17. stoletja, je bila upodobitev specifične industrije in njene povezave z določenim krajem v tistem času relativno redka. Ruisdael je bil tisti, ki je populariziral slikanje takšnih pokrajinskih pogledov na Haarlem, vključno z industrijo, po kateri je bilo mesto znano. Ruisdaelovi privrženci, vključno z Janom Vermeerjem van Haarlemom in Janom van Kesselom, so bili pod vplivom Ruisdaelove pokrajine, ki obdaja Haarlem in so posnemali ta slog v svojih upodobitvah haarlemske pokrajine.

### Beljenje perila v Haarlemu
Uspeh industrije beljenja perila v Haarlemu je dosegel vrhunec v času, ko je Ruisdael naslikal to delo. Na Nizozemskem so bili še drugi centri za beljenje perila; vendar nobena od teh lokacij ni bila obdarjena s popolno kombinacijo naravnih virov, kot jih je imel Haarlem. V 17. stoletju je bilo perilo, beljeno v Haarlemu, zelo iskano in precej drago; to je bil vzrok za gospodarsko blaginjo v Haarlemu in bogastvo haarlemskih trgovcev s platnom. Vse perilo, beljeno v Haarlemu, je dobilo ime toiles de Hollande ali Haarlemmer Bleek, kar pomeni haarlemsko belilo. Ne glede na to, kje je bilo perilo tkano, če so ga belili v Haarlemu, so ga imenovali toiles de Hollande.

## Nizozemski ponos
Po osemdesetletni vojni se je rodila nova država: Nizozemska republika. Izrazi nizozemskega ponosa v grafikah in slikah so bili ključni pri gojenju občutka nacionalizma in kulturne identitete v tem mladem narodu. Njegovi prebivalci so želeli prikazati blaginjo svoje nove neodvisne države. Umetnostni zgodovinar H. Perry Chapman trdi, da so krajinske slike s pogledom na Haarlem z njegovimi belilnimi polji navdihnile serije pokrajinskih grafik, ki prikazujejo belilna polja v Haarlemu, z naslovom Prijetni kraji okoli Haarlema, ki jih je leta prej naredil grafik Claes Jansz Visscher mlajši med dvanajstletnim premirjem, čas, v katerem je severna Nizozemska prvič okusila neodvisnost od Španije in se borila za začetek združevanja v to, kar je sčasoma postalo Nizozemska republika. V času premirja se pojavi podžanr nizozemskega krajinskega slikarstva, ki povzdiguje nizozemsko podeželje in preživetje ljudi, ki ga naseljujejo; Chapman trdi, da so te grafike navdihnile krajinske slike nizozemske zlate dobe, ki slavijo podeželsko življenje. Poleg izraza nizozemskega, natančneje lokalnega Haarlema, ponosa skozi vidno upodobitev polj za beljenje perila tik pred mestom, je v tem delu še en veliko manj vidno prikazan izraz nizozemskega ponosa: mlini na veter. Natančneje, polder mlin je odgovoren za večino gospodarskega razcveta, ki ga je ta čas doživela Nizozemska. Velik del Nizozemske je nižavje, kar ima za posledico številna močvirja in bazene stoječe vode, ki jih je mogoče videti v levem kotu tega dela. Polder mlin je bil uporabljen za črpanje vode iz nizozemske pokrajine in ustvarjanje več zemlje, ki bi jo lahko nato uporabili za kmetovanje ali celo za beljenje perila. Mlini na veter, ki se raztezajo ob obzorju Pogleda na Haarlem z belilnimi polji, so simboli nizozemskih prizadevanj za melioracijo, ki so se zgodila, ko je bilo to naslikano, priljubljena tema nizozemskih krajinskih slik 17. stoletja. Brez uporabe mlinov na veter tako za predelavo zemlje kot za proizvodnjo energije nizozemsko gospodarstvo ne bi doseglo višine, kot jo je. Kot opomin na prizadevanja za melioracijo zemlje je to tudi izraz nizozemskega ponosa, saj je bila prilagoditev mlina na veter za boj proti naravi za Nizozemce izjemen tehnološki podvig Nizozemcev in je na koncu postala njihov najpomembnejši prispevek k zgodovina tehnologije.

## Simbolizem
Ruisdaelova upodobitev Haarlema ima večji pomen kot le izraz ponosa na haarlemsko industrijo beljenja perila. Umetnostni zgodovinar Wilfred Wiegand je predlagal, da je že obstajal precedens za uporabo perila kot simbola za izražanje čistosti. V svoji razlagi te teorije uporablja emblem zalivalke iz zgodnjega 18. stoletja, ki moči perilo, ki vključuje kratek svetopisemski odlomek spodaj. Odlomek opisuje svetopisemsko zgodbo o Jožefu iz Arimateje, ki zavija telo Jezusa Kristusa v laneno rjuho. Wiegand uporablja tudi druge svetopisemske odlomke, da bi podprl ta pogled: po Raz 19,8, »[...] zakaj prišla je Jagnjetova svatba
in njegova nevesta se je pripravila. Dana ji je bila obleka iz čiste in bleščeče tančice, čisto in belo: Tančica so namreč pravična dela svetih […]« Tako je priljubljena simbolična razlaga tega dela, da izraža čistost duše in čistost Haarlema kot mesto.

## Druge različice
Ta prizor je zelo podoben drugim panoramskim slikam, ki jih je Ruisdael naredil v tem obdobju, pogosto imenovanim Haarlempjes ali Haerlempjes, kar pomeni majhen pogled na Haarlem. Ruisdael ni hodil z nobenim od svojih Haarlempjejev.
- Različica iz Gemäldegalerie, Berlin
- Različica iz Muzeja umetnosti Timken
- Različica iz Mauritshuisa
- Različica iz Rijksmuseuma
- Jacob Maris: Vrtovi blizu Haaga
- Andreas Schelfhout: Pokrajina s pogledom na Haarlem

## Zapuščina
Ruisdaelovi privrženci, kot je Jan Vermeer van Haarlem, so še naprej upodabljali panoramske poglede na Haarlem in celo reproducirali številne Ruisdaelove lastne Haerlempjes. Po preselitvi v Amsterdam je Ruisdael nadaljeval s slikanjem teh »majhnih pogledov na Haarlem«. Ti Ruisdaelovi Haerlempje so pogosto služili kot navdih kasnejšim slikarjem krajine, kot je Jacob Maris iz haaške šole.

## V popularni kulturi
V svoji knjigi Saturnovi prstani iz leta 1995 W. G. Sebald sliko podrobno opisuje in obravnava v anekdoti o svojem obisku v Mauritshuisu.